# Belbina
Belbina (in greco antico: Βέλβινα?) era una città dell'antica Grecia ubicata nel capo Sunio e ad est del capo Escileo. Si tratta dell'attuale Hagios Georgios. Si trova a circa 40 km da Egina.
Il suo nome originario, belbinita, viene citato da Erodoto in un'espressione che attribuisce a Temistocle.
Nel Periplo di Scilace si cita l'isola di Belbina assieme alla città costruita sull'isola.